# AK-107
Die AK-107 ist ein russisches Sturmgewehr im Kaliber 5,45 × 39 mm.

## Technik

Prinzip des Balanced Automatic Recoil System (BARS) der AK-107

Die AK-107 ist eine Variante der AK-10x-Serie. Der Unterschied zu den kleineren Nummern der AK-101-Serie ist, dass die AK-107 und AK-108 mit einem Gegengewicht ausgestattet ist, das die zurücklaufende Verschlussmasse kompensiert und dadurch einen Großteil des Rückstoßes aufnimmt, wodurch die Waffe beim Zweitschuss besser im Ziel liegt. Dieses Balanced Automatic Recoil System (BARS) genannte System basiert auf dem AL-7, einer Experimentalwaffe aus den 1970er-Jahren. Gaskolben und Verschlussträger auf der einen sowie das Gegengewicht mit dem zweiten Gaskolben auf der anderen Seite sind mit einer Längsverzahnung ähnlich einer Zahnstange ausgestattet und mit einem Zahnrad miteinander verbunden. Verlässt das Projektil den Lauf, so wirken die  Pulvergase auf beide Gaskolben, der des Verschlussträgers wird nach hinten und der des Gegengewichtes nach vorn gedrückt. Das Zahnrad synchronisiert die Bewegung beider Teile.
Das Gewehr wurde hauptsächlich aus Kompositmaterial wie faserverstärkten Kunststoffen konstruiert. Der Schaft der Waffe kann abgeklappt und an der Waffe arretiert werden. Das Magazin der Waffe gibt es sowohl in Kunststoff- als auch Metallausführung. Diese Umstellung auf andere Materialien macht die Waffe kosteneffizienter, leichter, solider, formbeständiger und damit präziser als die AK-74.
Anders als bei sonstigen Modellen der AK-100-Serie steht „AK“ bei der AK-107 für „Alexandrov/Kalashnikov“.
Das AK-107 hat drei Feuermodi: Einzelfeuer, Drei-Schuss-Feuerstoß und Dauerfeuer.

## Varianten
- AK-108: Exportversion im Kaliber 5,56 × 45 mm NATO, ansonsten baugleich

- AK-109: Version im Kaliber 7,62 × 39 mm

- Kalaschnikow SR-1: aus dem AK-107 entwickelte Sportschützenversion im Kaliber 5,56 × 45 mm NATO, in der Entwicklungsphase bekannt als Saiga MK-107 (bis 2018 im Kaliber 5,56 × 39 mm)

## Einsatz
- Russische Streitkräfte (AK-107)